# Eckersberg Børneunivers
Eckersberg Børneunivers er en fri grundskole i landsbyen Blans, på halvøen Sundeved vest for Sønderborg. Skolen er opkaldt efter maleren C.W. Eckersberg, der tilbragte sin barndom i Blans fra 1786 til 1796.
I 1995 besluttede den daværende Sundeved Kommune at nedlægge folkeskolen i Blans. En stor del af landsbyens forældre ville ikke acceptere at Blans og omegn skulle være uden den lokale skole, og samme år blev friskolen etableret. Jens Billum blev ansat som skolens første leder. Han havde tidligere været med til at grundlægge Hinnerup Friskole og blev med årene en markant leder på friskolen.
Den daglige undervisning omfatter ofte tværfaglige emner og samlæsning af flere årgange, for blandt andet at styrke det sociale element. Der prioriteres ligeligt mellem boglige og kreative fag, hvilket kan ses af timefordelingen. De kreative fag kommer specielt til udtryk i værkstederne om eftermiddagen.
Børneuniverset rummer per 1. august 2016 148 elever og 38 børnehavebørn, 26 ansatte, heraf 16 lærere.
Skolen ligger i nærheden af skov og strand med udearaler såsom fodboldbaner, multibaner og en stor naturlegeplads, etableret af foreningen Blans i bevægelse.
Den aldersintegrerede undervisning er et vigtigt princip for at nå skolens værdigrundlag. Eleverne er opdelt i følgende grupper:
- Lillegrupper med elever fra børnehaveklasse til 2. kl.
- Mellemgrupper med elever fra 3. kl. til 5. kl.
- Storgrupper med elever fra 6. kl. til 7. kl.
- Ældstegrupper med elever i 8. kl. og 9. kl.

## Ekstern henvisning og kilde
- Skolens hjemmeside Arkiveret 23. oktober 2020 hos  Wayback Machine